# Ingrid von Kruse

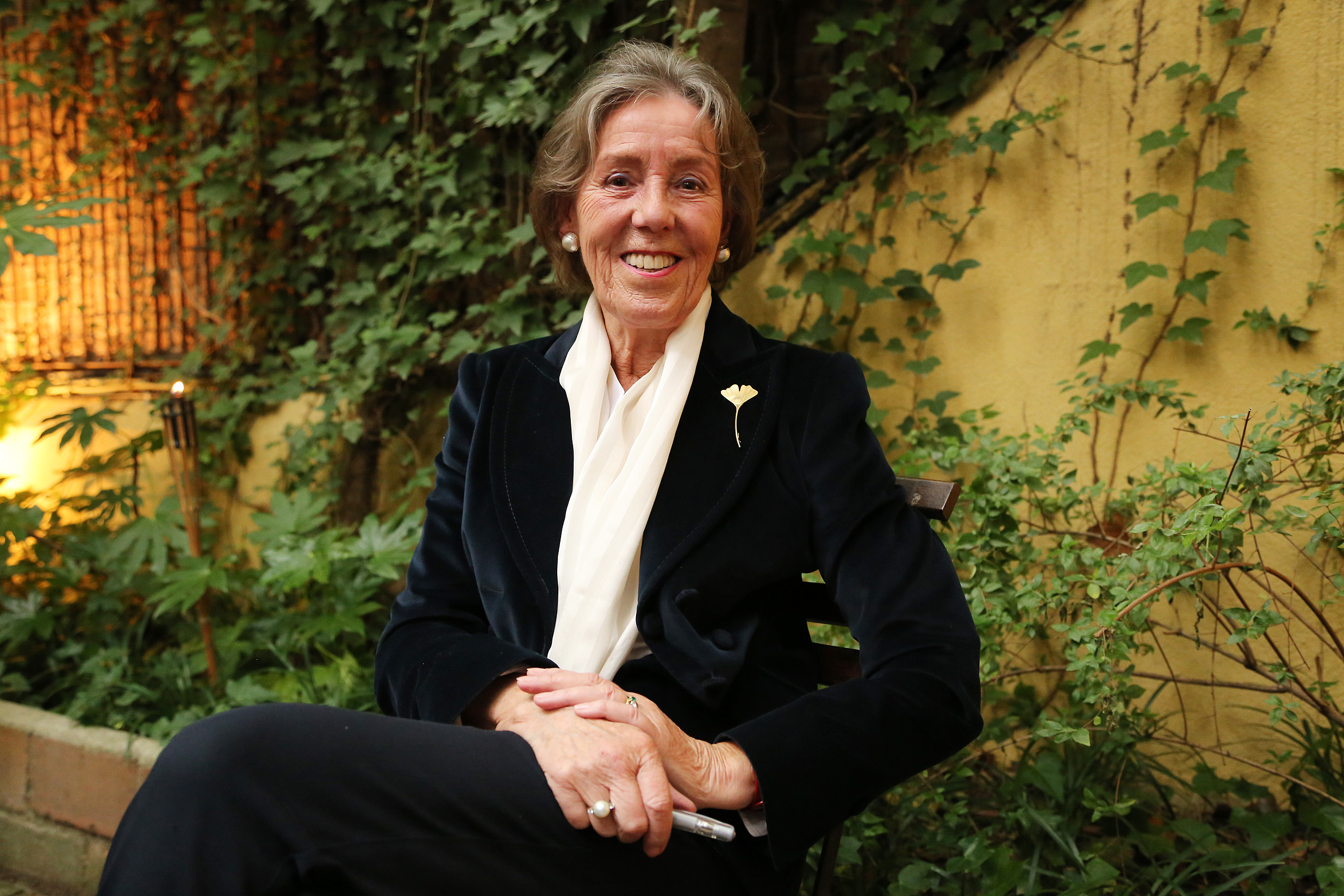
Ingrid von Kruse (2013)

Ingrid von Kruse (* 1935 in Hamburg) ist eine deutsche Fotografin.

## Leben
Ingrid von Kruse, 1935 in Hamburg geboren, studierte von 1954 bis 1958 an der Hochschule für bildende Künste in Hamburg Grafik, Malerei und Textilentwurf. Danach war sie viele Jahre als freie Designerin für verschiedene Textilfirmen tätig, unter anderem in Krefeld, und nahm einen Lehrauftrag an der Fachhochschule Niederrhein in Mönchengladbach wahr.
Von 1978 bis 1981 absolvierte sie ein Studium der Fotografie an der Gesamthochschule Essen bei den Professoren Inge Oswald und Erich vom Endt. Seither betätigt sie sich ausschließlich als freischaffende Fotografin, in wachsendem Maße dem Porträt zugewandt. Ihre ersten Ausstellungen zeigten Ansichten von Rom, Sizilien, Venedig oder der Nolde-Landschaft. Seit 1984 steht die Porträtfotografie im Mittelpunkt, nicht zuletzt angeregt durch eine große Porträtauftragsarbeit für die Max-Planck-Gesellschaft in München.
1985 zeigte das Augustinermuseum in Freiburg ihre Arbeiten unter dem Titel „Persönlichkeiten unserer Zeit“, 1988 geht die Ausstellung „Zeit und Augenblick: Photo-Porträts“ durch viele deutsche Museen und fand zugleich ihren Niederschlag in einem gleichnamigen Bildband. Bei Repräsentativausstellungen zur europäischen oder deutschen Fotokunst im In- und Ausland ist Ingrid von Kruse regelmäßig vertreten. Ihre Arbeiten gehören zum Bestand der Sammlung Preußischer Kulturbesitz in Berlin sowie anderer öffentlicher und privater Sammlungen.
1992 erschien Europa beim Wort genommen, ein Porträtwerk, begleitet von einer Ausstellung durch Europa und die USA. Vier Jahre später erschien ihr Buch Venedig – Stimmen zwischen Stein und Meer mit der dazugehörigen Ausstellung in der „Casa di Goethe“ in Rom. 2000 erschien der Band Dasein-In, Ein Zen Tempel des 16. Jahrhunderts in Kyoto. 2004 veröffentlichte sie ihr Buch Magische Rosse, die begleitende Ausstellung wurde 2006 im Museum für Kunst und Gewerbe in Hamburg sowie in den Staatlichen Antikensammlungen in München gezeigt. 2011 erschien ihr Buch Eminent Architects, die begleitende Ausstellung wurde unter anderem im Deutschen Architekturmuseum in Frankfurt gezeigt. 2015 folgte der Band Charakterbilder – Begegnung unter fünf Augen, in dem sie über ihre Begegnungen mit berühmten Porträtierten berichtet.

## Ausstellungen (Auswahl)
- 1982: Photographien aus Rom und Sizilien, Von der Heydt-Museum, Wuppertal
- 1988: Zeit und Augenblick, LVR-landesmuseum Bonn; Quadrat Joseph Albers Museum, Bottrop; Tonhalle Düsseldorf; Aalto-Theater, Essen
- 1992: Deutsches Historisches Museum Berlin, Zeughaus
- 1993: Museum of Fine and Commercial Arts, Hamburg State Parliament North Rhine Westphalia International Cultural Center, Krakau Goethe Institute, Warsaw Prague Castle, Prague State Museum, Braunschweig House of Artists, Moscow
- 1994: Centre Borschette, Brüssel
- 2002: Horst Janssens „Geliebte – Musen – Kinder“, Kunsthalle Hamburg
- 2003: Horst Janssen in Focus Kunsthalle Hamburg
- 2003: Ritrato di Venezia, Casa di Goethe, Rom
- 2004: Ein Venedig-Porträt, Kunsthalle Museum St. Annen, Lübeck
- 2005: Magische Rosse – Schwarz und Weiß Museum für Kunst und Gewerbe, Hamburg
- 2006: Magische Rosse Glyptothek, München
- 2011: Emiment Architects, Deutsches Architekturmuseum, Frankfurt/Main
- 2014: Emiment Architects Venedig, Palazzo Flangini

## Veröffentlichungen
- Zeit und Augenblick. Photo-Portraits, DuMont, Köln 1988, ISBN 3-7701-2144-9.
- Europa beim Wort genommen, 1992 im Prestel Verlag
- Venedig – Stimmen zwischen Stein und Meer, 1996 im Hirmer Verlag
- Dasein-In, Ein Zen Tempel des 16. Jahrhunderts in Kyoto, 2000 im Hirmer Verlag
- Magische Rosse, 2004 im Nicolai Verlag
- Eminent Architects, 2011 im Jovis Verlag
- Charakterbilder – Begegnungen unter fünf Augen, 2015 im zu Klampen Verlag
- Begegnungen. Porträts und ihre Geschichten. Osburg, Hamburg 2019, ISBN 978-3-95510-201-2.